# Siekiercze
Siekiercze [ɕɛˈkʲɛrt͡ʂɛ] (tiếng Đức: Kattenwerder) là một khu định cư ở khu hành chính của Gmina Kalisz Pomorski, thuộc quận Drawsko, West Pomeranian Voivodeship, ở phía tây bắc Ba Lan. Nó nằm khoảng 5 kilômét (3 mi) về phía đông bắc của Kalisz Pomorski, 26 km (16 mi) về phía nam của Drawsko Pomorskie và 91 km (57 mi) về phía đông của thủ đô khu vực Szczecin.
Trước năm 1945, khu vực này là một phần của Đức. Đối với lịch sử của khu vực, xem Lịch sử của Pomerania.